# 宇都宮城之戰
宇都宮城之戰是日本戊辰戰爭中的一場戰役，發生於1868年5月11日，交戰雙方為明治新政府軍和舊幕府軍。戰爭以宇都宮城為中心，造成宇都宮城和城下歷史建物的破壞。